# Ormiophasia morardi
Ormiophasia morardi là một loài ruồi trong họ Tachinidae.